# Cyril
Cyril je mužské jméno pocházející z řeckého jména Κύριλλος Kyrillos, odvozené od slova κύριος kyrios „pán“, „vládce“. Někdy je jeho původ odvozován z perského slova Kuruš ("slunce"). V českém občanském kalendáři má svátek 5. července.

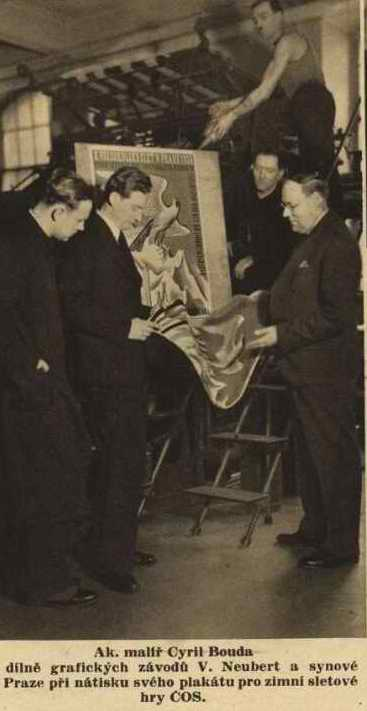
Cyril Bouda - druhý zleva

Slovanskou (českou) podobou jména Cyril je Crha. Objevuje se často v barokních textech pro sv. Cyrila, jednoho ze slovanských věrozvěstů a patronů Moravy.
Ženskou podobou tohoto jména je Cyrila, popřípadě Cyrilka.

## Domácké podoby
Cyrilek, Cyrda, Cyra, Cýra, Cyroš, Crha

## Statistické údaje pro ČR
Následující tabulka uvádí četnost jména v ČR a pořadí mezi mužskými jmény ve srovnání dvou roků, pro které jsou dostupné údaje MV ČR – lze z ní tedy vysledovat trend v užívání tohoto jména:
| Rok       | Četnost   | Pořadí   |
| 1999      | 1762      | 129.     |
| 2002      | 1666      | 132.     |
| Porovnání | o 96 méně | o 3 hůře |
| 2006      | 1498      | 146.     |
| 2013      | 1302      | 367.     |

Změna procentního zastoupení tohoto jména mezi žijícími muži v ČR (tj. procentní změna se započítáním celkového úbytku mužů v ČR za sledované tři roky 1999-2002) je -4,7%, což svědčí o poměrně značném úbytku obliby tohoto jména.

## Cyril v jiných jazycích
- Bulharsky: Кирил (Kiril)
- Slovensky, anglicky: Cyril
- Rusky: Кирилл (Kirill)
- Italsky: Cirillo
- Španělsky: Cirilo
- Francouzsky: Cyrille
- Nizozemsky, švédsky: Cyrillus
- Německy: Cyrill nebo Cyrillus nebo Kyrill nebo Kyrillus
- Ukrajinsky: Кирило (Kyrylo)

## Známí nositelé jména

### Svatí
- Svatý Cyril – řecký misionář, věrozvěst Slovanů
- sv. Cyril Jeruzalémský ( 386) – teolog a biskup jeruzalémský
- sv. Cyril Alexandrijský († 444) – teolog a patriarcha alexandrijský

### Ostatní
- Cyril Bouda – český malíř a ilustrátor
- Cyril Cusack – irský herec
- Cyril Čechák – syn české herečky Tatiany Vilhelmové
- Cyril Fagan – irský astronom, astrolog a historik
- Cyril Höschl – český psychiatr
- Cyril Metoděj Hrazdira – moravský hudebník
- Cyril Northcote Parkinson – britský voják, historik a spisovatel
- Cyril Suk – český tenista
- Cyril Svoboda – český politik
- Cyril P. Callister – první výrobce Vegemite
- Kyrill, evropský orkán z roku 2007